# ダニエラ・デッシー
ダニエラ・デッシー（Daniela Dessì, 1957年5月14日 - 2016年8月20日）は、イタリアのソプラノ歌手。
ジェノヴァの生まれ。パルマ音楽院とシエナのキジアーナ音楽院にて学ぶ。1980年にイタリア放送協会主催の国際声楽コンクールで優勝し、ジョヴァンニ・バッティスタ・ペルゴレージの《奥様女中》でデビューを飾った。1988年にスカラ座、1990年にウィーン国立歌劇場、1993年にザルツブルク音楽祭のそれぞれに初出演して好評を博した。2000年にプッチーニ賞を受賞。
2016年8月20日、イタリアのブレシアの病院で逝去。59歳没。大腸がんを患っていたとのことだが、死因は明らかになっていない。